# KFC Beekhoek Sport
KFC Beekhoek Sport is een voetbalclub uit Geel. De club is opgericht in 1932, en heeft na aansluiting bij KBVB stamnummer 5925 meegekregen. De clubkleuren zijn groen en wit.
FC Beekhoek Sport was de eerste amateurclub die beker van Antwerpen won.